# Daniel Sibandze
Daniel Tornado Sibandze (geb. 28. Januar 1964) ist ein ehemaliger eswatinischer Marathonläufer.
Er trat bei den Olympischen Sommerspielen 1996 in Atlanta, Vereinigte Staaten, für sein Land an und kam im Marathon auf Platz 78. Bei der Eröffnungsfeier der Spiele fungierte er als Fahnenträger seines Landes.